# ライプツィヒ弦楽四重奏団
ライプツィヒ弦楽四重奏団（ライプツィヒげんがくしじゅうそうだん、ドイツ語：Leipziger Streichquartett）は、ドイツのライプツィヒを拠点に活動する、国際的に著名な弦楽四重奏団である。
1988年から1995年までは新ライプツィヒ弦楽四重奏団（Neues Leipziger Streichquartett）と呼ばれた。設立メンバーは当時ライプツィヒ・ゲヴァントハウス管弦楽団の首席奏者だった。
古典派から現代音楽までをレパートリーとし、ベアート・フラー、ヴォルフガング・リーム、シュテッフェン・シュライエルマッハー、ヴィクトル・ウルマン等の作曲を初演した。カール・ライスター（クラリネット）、ミヒャエル・ザンデルリング（チェロ）、アルフレート・ブレンデル（ピアノ）、クリスティアン・ツァハリアス（同）、アンドレアス・シュタイアー（チェンバロ、フォルテピアノ）らと共演している。

## メンバー
- アンドレアス・ザイデル：第1 ヴァイオリン （2008年まで）
- シュテファン・アルツベルガー：第1ヴァイオリン（2008年から）
- ティルマン・ビューニング：第2ヴァイオリン
- イーヴォ・バウアー：ヴィオラ
- マティアス・モースドルフ：チェロ

## 主な受賞
- ミュンヘン国際音楽コンクール 1991年
- シーメンス音楽賞の奨励1992年
- マインツ市のシュナイダー＝ショット賞1993年
- Preis der deutschen Schallplattenkritik
- Diapason d’Or
- Premios CD-Compact